# Public Enemy No. 1 – Todestrieb
Public Enemy No. 1 – Todestrieb (Originaltitel: L’Ennemi public nº 1) ist ein französisch-kanadisch-italienischer Gangsterfilm von Jean-François Richet aus dem Jahr 2008 mit Vincent Cassel in der Rolle des Gewaltverbrechers Jacques Mesrine. Es handelt sich um den zweiten Teil einer Filmbiografie, der den ersten Teil Public Enemy No. 1 – Mordinstinkt fortsetzt und Mesrines Leben zwischen 1973 und 1979 schildert.

## Handlung
Zurück in Frankreich überfällt Jacques Mesrine erneut Banken. Von der Polizei festgenommen, gelingt ihm mit einer auf der Toilette versteckten Pistole die Flucht aus dem Gerichtssaal. Gemeinsam mit seinem Komplizen Michel Ardouin findet er Unterschlupf auf einem abgelegenen Landgut. Er genießt nun einen Ruf als Staatsfeind Nr. 1 in Kanada und Frankreich. Kurz vor dem Tod seines Vaters sucht Mesrine diesen als Arzt verkleidet im Krankenhaus auf und bittet ihn um Verzeihung, nur um kurz darauf mit Michel erneut als Bankräuber sein Unwesen zu treiben und sich wilde Schusswechsel mit der Polizei zu liefern. Auf der Flucht in einer Hochbahn kommt es jedoch zum Zerwürfnis zwischen ihm und Michel.
Als Kommissar Broussard und seine Männer Mesrine in einem Appartement aufstöbern, lässt er sich nach dem Verbrennen seiner diversen Pässe widerstandslos festnehmen. Im Gefängnis La Santé fordert der geltungssüchtige Mesrine eine Schreibmaschine und verfasst damit seine Biografie, die 1977 veröffentlicht wird und in der er zum Missfallen seiner Anwältin 40 Morde gesteht. Nach einem Gefängnisbesuch seiner inzwischen 16-jährigen Tochter findet eine Gerichtsverhandlung statt, bei der er medienwirksam das System ins Lächerliche zieht und seine Gewalttaten verharmlost, er aber schließlich zu 20 Jahren Haft verurteilt wird.
In seinem Zellennachbarn François Besse findet er einen Komplizen für seinen Ausbruch. Nicht nur die Wärter, sondern auch Mesrines Anwältin ist käuflich. Sie schmuggelt zwei Waffen ins Gefängnis, die Mesrine und François zur Freiheit verhelfen; ein dritter Häftling, der ihnen Deckung gibt, wird erschossen. Verkleidet als Kommissar und Inspektor rauben Mesrine und François das Spielkasino von Deauville aus. François wird auf der Flucht vor der Polizei angeschossen. Auf einem Bauernhof quartieren sie sich bei einer Familie ein, die sie anschließend dazu zwingen, sie im Kofferraum ihres Wagens aus der Gegend zu befördern. Eine Polizeikontrolle können sie mit Glück gefahrlos passieren. Zu Fuß ziehen die beiden Verbrecher weiter – verfolgt von Hundertschaften der Polizei –, doch kommt François mit seiner Verletzung in freiem Gelände nur mühsam voran. Einen Teil der Beute verliert Mesrine beim Überqueren eines Flusses. François ist zunehmend verärgert über Mesrines leichtfertigen Umgang mit der Situation.
Nach ihrer geglückten Flucht lassen sie sich in einer Kleinstadt nieder, wo Mesrine die Prostituierte Sylvia Jeanjacquot kennenlernt. Eine enge Verbindung entsteht zwischen den beiden. In Paris gibt Mesrine 1978 einer Journalistin ein Interview, in dem er sich als Revolutionär inszeniert, selbstgerecht seine Taten rechtfertigt und sich großspurig als Rächer der Hochsicherheitsgefangenen präsentiert. François’ Intentionen sind jedoch gänzlich andere. Im Gegensatz zu Mesrine plane er keinen Rachefeldzug gegen den Staat. Bei einem Aufenthalt in London trennen sich ihre Wege.
Um neues Bargeld heranzuschaffen, entführt Mesrine mithilfe eines neuen Komplizen den millionenschweren Unternehmer Lelièvre. Geisel und Geiselnehmer einigen sich auf sechs Millionen Francs Lösegeld. Lelièvre gibt sich vergleichsweise gelassen in der Obhut seines Entführers. Mesrine und Sylvia lassen sich danach in Paris nieder und schwelgen im Luxus. In seinem früheren Weggefährten Charlie Bauer findet Mesrine einen Gleichgesinnten; auch Charlie würde am liebsten das System zerstören und die Gefangenen aus dem Hochsicherheitsgefängnis befreien, in dem er wie Mesrine einsaß. Sylvia will derweil lieber verschwinden, fürchtet sie doch um Mesrines Leben.
Als Nächstes nimmt Mesrine Rache an dem Journalisten und vermeintlichen Polizeispitzel Jacques Dallier, der Mesrine in seinem „Käseblatt“ als ehrlosen und wortbrüchigen Gangster betitelt. Diese öffentliche Diffamierung reizt ihn bis aufs Blut. Zusammen mit Charlie entführt er Dallier, schlägt ihn in einer Felsenhöhle brutal zusammen und verpasst ihm drei Kopfschüsse, die Dallier erstaunlicherweise überlebt, wie er und Charlie im Nachhinein erfahren. Selbst Charlie findet, Mesrine sei zu weit gegangen, und meint, dessen Sympathisanten würden sich nun von ihm abwenden. Die Polizei hat schließlich Mesrines Aufenthaltsort ausfindig gemacht. Mesrine befindet sich mit Sylvia gerade auf dem Weg, ein neues Leben in einer anderen Stadt zu beginnen, als er im Kugelhagel der Polizei sein Ende findet.

## Hintergrund
Für den zweiten Teil von Jean-François Richets Filmbiografie über Jacques Mesrine wurde Samuel Le Bihan besetzt, der wie Hauptdarsteller Vincent Cassel für seine Rolle als Mesrines Komplize Michel Ardouin 20 Kilogramm an Gewicht zunahm. Die Rolle des François Besse wurde zunächst Benoît Magimel, Guillaume Canet und Romain Duris angeboten, bis schließlich Mathieu Amalric die Rolle übernahm.

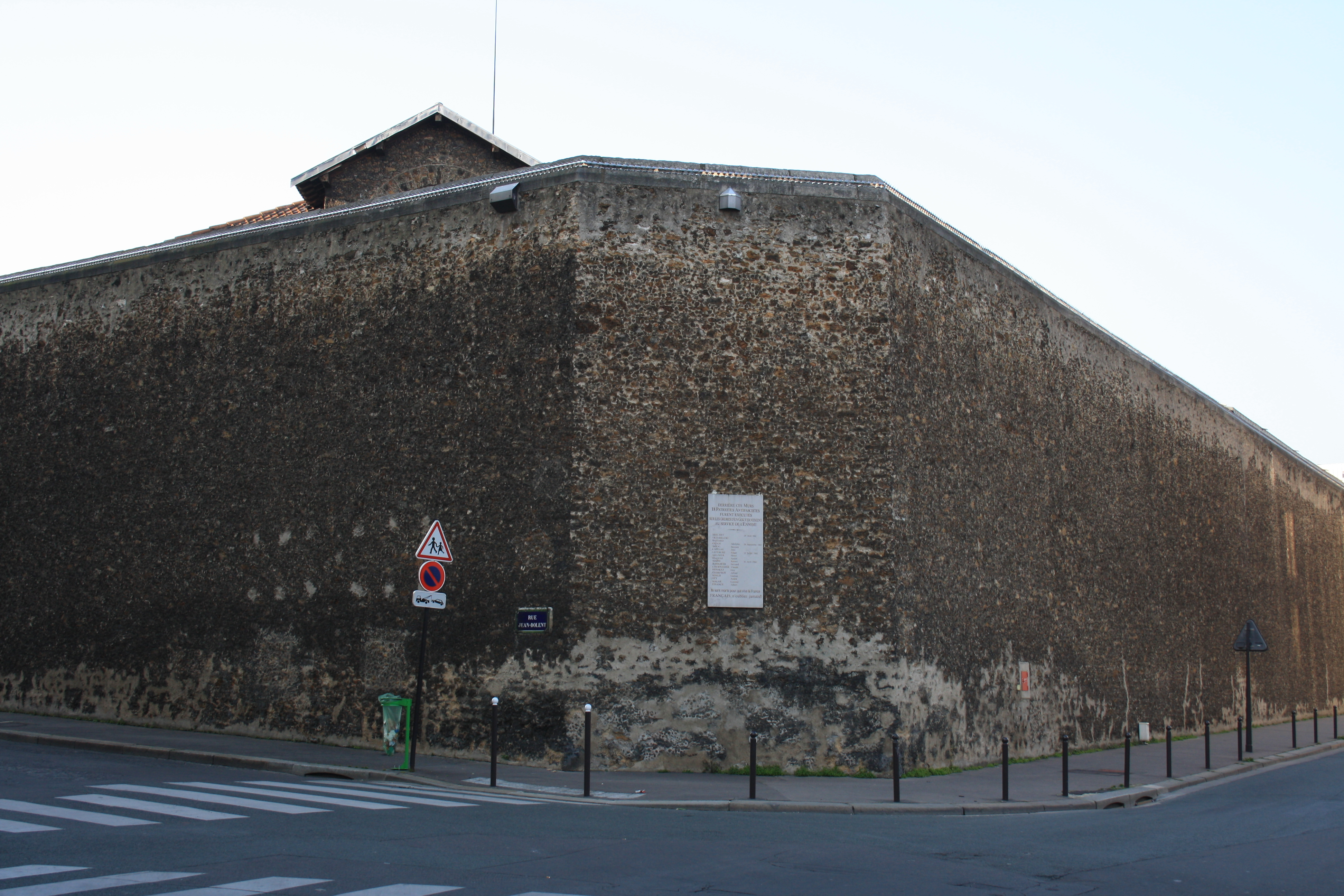
Außenmauer des Gefängnisses La Santé in Paris, ein Drehort des Films

Die Dreharbeiten fanden zusammen mit dem ersten Teil der Filmbiografie neun Monate lang von Mai 2007 bis Januar 2008 statt. Drehorte des zweiten Teils waren die nordfranzösische Stadt Compiègne (Flucht aus dem Gerichtssaal), eine alte Mühle in der Gemeinde Luzarches im Département Val-d’Oise (Zufluchtsort von Mesrine und Michel), das Kasino in Deauville sowie Paris, wo unter anderem der Métro-Umsteigebahnhof Stalingrad, die Place Vendôme (Luxuseinkäufe) und die Kreuzung an der Porte de Clignancourt (Mesrines Ermordung) als Schauplätze dienten.
Als Szenenbildner kam erneut Emile Ghigo zum Einsatz, die Kostüme entwarf wie beim ersten Teil Virginie Montel. Die Produktionskosten von Todestrieb lagen mit rund 23,85 Millionen Euro eine halbe Million Euro über dem Budget von Mordinstinkt.

## Soundtrack
Neben der Filmmusik von Marco Beltrami und Marcus Trumpp, die im November 2008 von EMI Music France mit insgesamt 25 Tracks als „Bande originale“ auf CD veröffentlicht wurde, sind in Todestrieb auch andere Songs und Kompositionen zu hören:
- Attention Mesdames et Messieurs von Michel Fugain
- Heureusement que la musique est là von Dave
- Où sont les femmes? von Patrick Juvet
- London Calling von The Clash
- Adriana Lecouvreur von Francesco Cilea (dirigiert von Gianandrea Gavazzeni, gesungen von Renata Scotto)
- Non, je ne regrette rien von Édith Piaf
- Rapper’s Delight von The Sugarhill Gang

## Rezeption

### Veröffentlichung
Public Enemy No. 1 – Todestrieb wurde erstmals am 22. Oktober 2008 zusammen mit dem ersten Teil der Filmbiografie auf dem Tokyo International Film Festival gezeigt. Am 19. November 2008 kam der Film in die französischen und belgischen Kinos. In Frankreich wurde er von rund 1,52 Millionen Zuschauern im Kino gesehen; der erste Teil hatte dort im Vergleich dazu 2,27 Millionen Zuschauer. Das weltweite Einspielergebnis von Todestrieb lag an der Kinokasse bei rund 15,3 Millionen Dollar, womit der zweite Teil weniger als die Hälfte des ersten Teils einspielte.
In Deutschland lief Todestrieb am 21. Mai 2009 mit einer FSK ab 16 in den Kinos an, nachdem der erste Teil knapp einen Monat zuvor am 23. April mit einer FSK ab 18 (Keine Jugendfreigabe) in die Kinos gekommen war. Am 28. Oktober 2009 wurde der zweite Teil auf DVD mit einer FSK ab 16 und am 20. November 2009 zusammen mit dem ersten Teil als Double Feature auf DVD und Blu-ray (jeweils mit FSK ab 18) veröffentlicht. Im Juli 2010 erschien eine deutsche DVD mit beiden Teilen mit einer FSK ab 16, für die der erste Teil um etwa drei Minuten gekürzt wurde. Im deutschen Fernsehen wurde Public Enemy No. 1 – Todestrieb erstmals am 15. Juni 2011 im Bayerischen Rundfunk ausgestrahlt.

### Kritiken
Le Monde kam zu dem Schluss, dass der zweite Teil der Filmbiografie „ausgeglichener“ und „bedachter“ als der erste wirke. Im Bemühen, die politische und historische Tragweite von Jacques Mesrine zu erfassen, habe der Film jedoch weniger Energie, „ein paar falsche Töne“ und damit nicht das Rauschhafte wie sein Vorgänger. Vincent Cassel schenke seiner Figur nichts. „Fett“ und „müde“ sei sein Mesrine am Ende „ein Odysseus der Banlieues, der nie sein Heim erreichen wird“. Le Parisien sah in der Fortsetzung „die Verwandlung des berühmten Gangsters in ein wildes und gewalttätiges Biest“ und erwähnte neben „einem körperlich beeindruckenden Vincent Cassel vom Kaliber eines De Niro oder Pacino“ auch Mathieu Amalric und Ludivine Sagnier, die ihren Rollen gewachsen seien.
Für das Lexikon des internationalen Films war die zweiteilige Filmbiografie „[e]in trotz drastischer Gewaltszenen weitgehend konventioneller Actionfilm, der eine Vielzahl von Ereignissen aneinanderreiht, ohne eine eigene Haltung zum Gezeigten zu wagen“. Cinema fand, dass Vincent Cassel auch im zweiten Teil als Gangster „brilliert“. Der Film sei schlicht „für Fans knochenharter Gangsterfilme ein Muss“. Als abschließendes Urteil schrieb Cinema: „Elektrisierende Gangstersaga über den berühmtesten Verbrecher Frankreichs, die Biopic-Elemente mit Motiven des Actionkinos mischt. Schnell, brutal und hart.“
Kai Mihm von epd Film schrieb, dass der zweite Teil „schneller und kompakter ist als sein Vorgänger“ und mehr noch als dieser „eine falsche Romantisierung“ vermeide. Für eine Fortsetzung sei es auch „[u]mso bemerkenswerter“, dass der Regisseur und sein Team es geschafft hätten, den Film visuell deutlich vom ersten Teil abzuheben. Der Schnitt von Bill Pankow, der vor allem für seine Zusammenarbeit mit Brian De Palma bekannt sei, erscheine „schneller und speziell in den Actionszenen komplexer“, die Filmmusik wiederum sei „treibender und experimemtierfreudiger“. Die Kameraarbeit von Robert Gantz sei mehr von Handkamera und etwas Cinéma vérité geprägt und die Aufnahmen würden „momentweise grobkörniger als heute üblich“ aussehen, was an „das raue US-Kino der Siebziger“ erinnere. Mit Mesrines Exekution, die in dieser Form nicht hinreichend belegt sei, habe Richet weniger Mesrines Legende bekräftigt, sondern viel mehr „einen scharfen Kommentar zur französischen ‚Staatsgewalt‘“ abgegeben. Zudem habe sie als „elegante Klammer für seine Erzählung“ gedient: „Der Zweiteiler endet, wie er beginnt – mit einer uniformierten Grausamkeit zur Wahrung der Staatsräson.“
Jordan Mintzer von Variety bemängelte dagegen, dass auch der zweite Teil episodisch sei und es weder Cassel mit seiner „charismatischen Darbietung“ noch Richet mit seinem „zeittypisch stilisierten Realismus“ gelinge, Mesrines Geschichte überzeugend zu Ende zu erzählen. In mehr als vier Stunden des Zweiteilers erfahre man als Zuschauer kaum mehr über Jacques Mesrine „als das, was bereits auf seiner Wikipedia-Seite steht“. Auch habe man am Ende „noch weniger Verständnis für seinen narzisstischen Schlägercharakter“, selbst wenn er oft amüsant oder gar charmant daherkomme und von den Machern des Films als „Opfer rücksichtsloser Polizeibrutalität“ dargestellt werde. „Die Aufeinanderfolge der Ereignisse ist abgehackt und antiklimaktisch“, die Actionszenen seien von nervigen Nahaufnahmen und einer überladenen Filmmusik geprägt. Die Erzählweise bleibe anekdotisch und damit zusammenhanglos. Dass die Schlussszene Mesrine als Märtyrer inszeniere, was sich in der Werbekampagne mit Referenzen an die Passion Jesu widerspiegle, verstärke den „ehrfurchtsvollen Ansatz“ der Macher, der letztlich dazu führe, dass der Film Mesrines wahres Wesen nicht erfasse. Den Nebendarstellern werde zudem kaum Dialog und Leinwandzeit eingeräumt.

### Auszeichnungen (Auswahl)

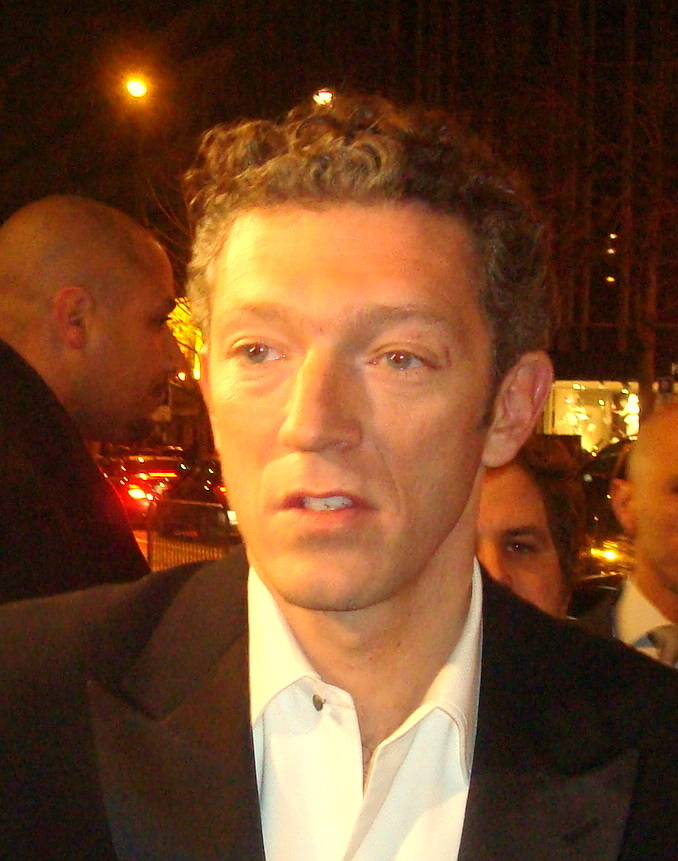
Mit mehreren Darstellerpreisen ausgezeichnet: Hauptdarsteller Vincent Cassel (2009)

Public Enemy No. 1 – Todestrieb erhielt zusammen mit Public Enemy No. 1 – Mordinstinkt mehrere Auszeichnungen und Filmpreisnominierungen:
Tokyo International Film Festival 2008
- Bester Darsteller (Vincent Cassel)
- Nominierung für den Tokyo Sakura Grand Prix

César 2009
- Beste Regie (Jean-François Richet)
- Bester Hauptdarsteller (Vincent Cassel)
- Bester Ton (Jean Minondo, Gérard Hardy, Alexandre Widmer, Loïc Prian, François Groult, Hervé Buirette)
- Nominierung in der Kategorie Bester Film
- Nominierung in der Kategorie Bestes adaptiertes Drehbuch (Abdel Raouf Dafri, Jean-François Richet)
- Nominierung in der Kategorie Beste Kamera (Robert Gantz)
- Nominierung in der Kategorie Bester Schnitt (Hervé Schneid, Bill Pankow)
- Nominierung in der Kategorie Beste Filmmusik (Marco Beltrami, Marcus Trumpp)
- Nominierung in der Kategorie Bestes Szenenbild (Emile Ghigo)
- Nominierung in der Kategorie Beste Kostüme (Virginie Montel)

Étoile d’Or 2009
- Bester Hauptdarsteller (Vincent Cassel)

Globe de Cristal 2009
- Bester Film
- Bester Darsteller (Vincent Cassel)
- Nominierung in der Kategorie Bester Darsteller (Mathieu Amalric)

Prix Lumière 2009
- Bester Darsteller (Vincent Cassel)

Chlotrudis Award 2011
- Nominierung in der Kategorie Bester Hauptdarsteller (Vincent Cassel)

## Deutsche Fassung
Die deutsche Synchronfassung entstand bei der Christa Kistner Synchronproduktion in Potsdam. Das Dialogbuch schrieb Stephan Hoffmann, der auch die Dialogregie übernahm.
| Rolle                   | Darsteller           | Synchronsprecher      |
| ----------------------- | -------------------- | --------------------- |
| Jacques Mesrine         | Vincent Cassel       | David Nathan          |
| Sylvia Jeanjacquot      | Ludivine Sagnier     | Anne Helm             |
| François Besse          | Mathieu Amalric      | Olaf Reichmann        |
| Michel Ardouin          | Samuel Le Bihan      | Stephan Hoffmann      |
| Charlie Bauer           | Gérard Lanvin        | Oliver Stritzel       |
| Kommissar Broussard     | Olivier Gourmet      | Peter Reinhardt       |
| Henri Lelièvre          | Georges Wilson       | Werner Ehrlicher      |
| Mesrines Vater          | Michel Duchaussoy    | Friedrich G. Beckhaus |
| Mesrines Mutter         | Myriam Boyer         | Astrid Bless          |
| Mesrines Anwältin       | Anne Consigny        | Sabine Falkenberg     |
| Journalistin            | Laure Marsac         | Petra Barthel         |
| Jacques Dallier         | Alain Fromager       | Bernd Vollbrecht      |
| Präsident des Tribunals | Alain Doutey         | Bodo Wolf             |
| Jojo                    | Arsène Mosca         | Rainer Fritzsche      |
| Inspektor Gégé          | Cristophe Vandevelde | Dennis Schmidt-Foß    |